# Mura
För andra betydelser, se Mura (olika betydelser).

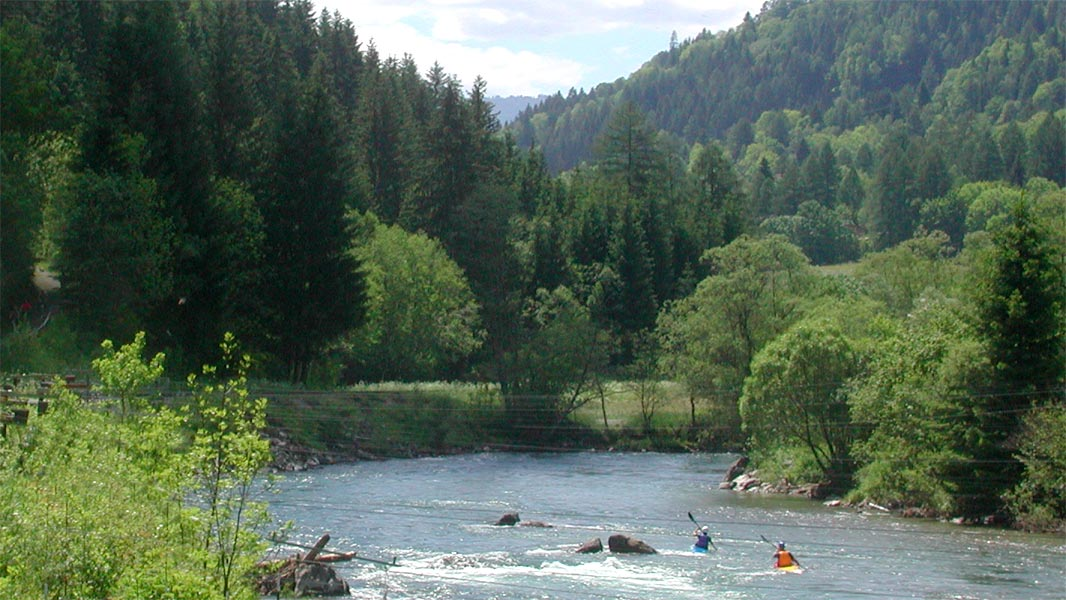
Mur vid St. Ruprecht

Mura, i Österrike benämnd Mur, är en flod i Centraleuropa som flyter genom Österrike, Slovenien och Kroatien och bildar gräns mellan Kroatien och Ungern. 
Den har sin källa i nationalparken Hohe Tauern i Österrike. Källan ligger 1898 meter över havet. Flodens totala längd är 465 kilometer, varav 295 kilometer är i Österrike, 98 kilometer i Slovenien och resten mellan Ungern och Kroatien. Den största staden vid floden är Graz. 
Floden ger namn åt den slovenska regionen Prekmurje ("bortom-Mura-land") och den kroatiska regionen Međimurje ("mellan-Mura-land").
I området övre Međimurje, i den västra delen av regionen, svämmar Mura ganska ofta över och ändrar sin kurs och rör sig långsamt norrut. Där ligger den största skogen vid floden, Murščak.
Sedan 300-talet f.Kr. finns uppgifter om vattenkvarnar som drivs av floden. Den gamla teknologin togs över av slaver och magyarer när de anlände till området. På 1920- och 1930-talen var många vattenkvarnar fortfarande i drift, och den sista, i Mursko Središće, användes ända in på 1970-talet.
Floden tar slut nära Legrad i Kroatien, där den förenas med floden Drava. 
Mura är känd för att ha små mängder guld, inte tillräckligt för att vara användbart idag men eftersökt tidigare i historien. 
I flodens närhet finns flera fina spa-anläggningar. Floden Mura har även givit namnet till Sloveniens mest kända textil- och modeföretag.